# 汽车座椅

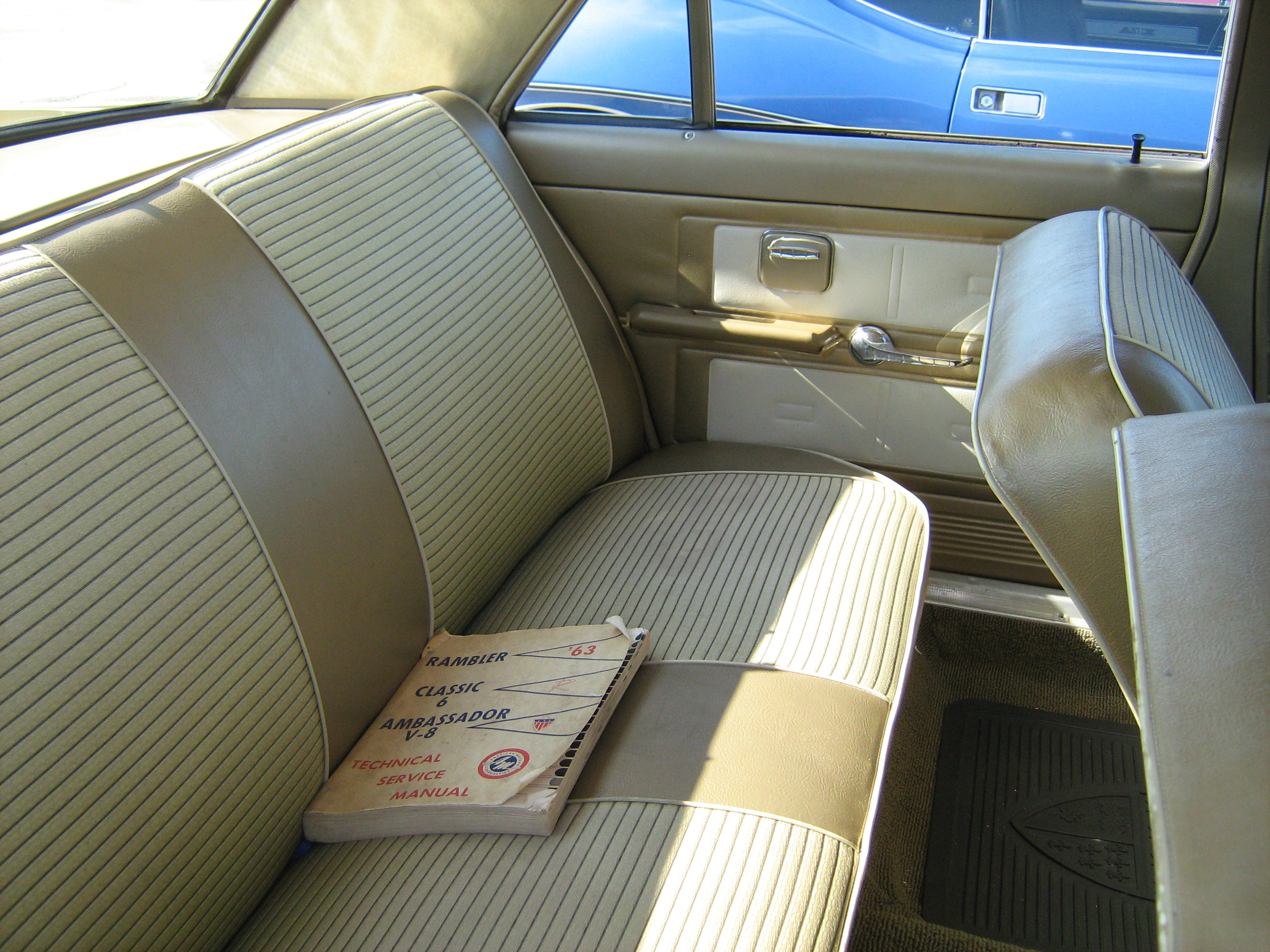
汽车座椅

汽车座椅是汽车內的座位，也是汽车內一个不可或缺的零件。一開始汽車的座椅只是固定的木板加上垫子，後來汽車座椅的结构、功能、材料等多方面均有改進。現今的汽車座椅与座位安全帶、安全气囊等配合，共同保障司機和乘客安全。